# Jacques Debû-Bridel
Pour les articles homonymes, voir Debû et Bridel (homonymie).
Jacques Ernest Othon Debû (hameau de Marsauceux, Mézières-en-Drouais, Eure-et-Loir, 22 août 1902 - Paris 5e, 20 octobre 1993) est un homme politique français. Résistant (membre du Conseil national de la Résistance), sénateur gaulliste (RPF) (1948-1958), directeur des informations de Radio Monte-Carlo (1960-1967), un des leaders du gaullisme de gauche (Union démocratique du travail).

## Biographie
Jacques Debû-Bridel est le fils de Gabriel Debû, pasteur protestant, et de son épouse Ernestine Bridel, et le petit-fils de Philippe Bridel (1852-1936), philosophe suisse. Il entre en 1912 au collège Rotrou de Dreux (Eure-et-Loir), puis au collège cantonal de Lausanne. Après des études à la faculté de droit de Paris, il entre à l'École libre des sciences politiques,, puis se lance dans le journalisme, les lettres et la politique. Il fait ses débuts de journaliste en 1922, au quotidien L’Éclair alors dirigé par Émile Buré, qu'il retrouve de 1929 à 1935 au quotidien L'Ordre pour lequel il est chroniqueur parlementaire.

### Durant l'Entre-deux guerres
Disciple de Maurice Barrès, il est membre de la Ligue des patriotes. Il devient membre du mouvement fasciste Le Faisceau de Georges Valois : il est rédacteur à son périodique, Le Nouveau Siècle, et secrétaire du délégué à la propagande financière. Mais il rompt avec Valois en 1926 et réintègre l'Action française. Il est condamné en justice comme les dirigeants de l'AF pour avoir diffamé Valois. Il reste proche sinon membre de l'AF jusqu'en 1930, collaborant au quotidien L'Action française et donnant des conférences pour la ligue. Il adhère ensuite à la Fédération républicaine de Louis Marin, se présente sans succès aux législatives de 1932, comme candidat "d'union nationale " contre Pierre Cot en Savoie, crée en 1933 un éphémère Mouvement national populaire prônant le nationalisme et la lutte contre le marxisme puis devient un cadre de l'Union pour la nation d'Henri Franklin Bouillon.
Il rentre au cabinet d'André Tardieu dans les années 1930. Parallèlement, il entame une carrière littéraire à La Nouvelle Revue française où il se lie d'une amitié indéfectible avec Jean Paulhan. Frères esclaves paraît en 1934, Jeunes ménages obtient le prix Interallié en 1935. Militant anti-nazi dès 1935, il entre en résistance dès octobre 1940, à l'Organisation civile et militaire et au NAP (Noyautage des administrations publiques).

### Sous l'Occupation
En septembre 1941, à l'initiative de Jean Paulhan, il rencontre Jacques Decour. Les trois hommes, bientôt rejoints par Jean Blanzat, sont à l'origine du Comité national des écrivains. En 1943, il est membre du Conseil national de la Résistance (CNR) en tant que représentant de la Fédération républicaine (parti de la droite catholique), et contribue à la rédaction, puis à la direction, du journal Front national, organe du mouvement de large union résistante éponyme créé à l'initiative du PCF. Son frère Étienne, lieutenant pilote au groupe Lorraine, meurt au combat le 29 juillet 1944. En 1944, Jacques Debû-Bridel est désigné par le général de Gaulle pour faire partie de l'Assemblée consultative provisoire. Ses deux témoignages, Déroute et Sous la cendre, restent fondamentaux pour la période et doivent beaucoup à l'aide de Jean Paulhan.

### Sous la Ve République
En 1947, Jacques Debû-Bridel rejoint le Rassemblement du peuple français (RPF) fondé par le général de Gaulle. Il est élu sénateur de la Seine (1948-1958). Fin 1948, alors conseiller de Paris, il propose de fermer toutes les boîtes de nuit homosexuelles de la capitale.
Dans les années 1950 il est chef de délégation du groupe franco-soviétique du Conseil de la République de France.
Au cours des années 1960, Jacques Debû-Bridel est directeur des informations de Radio Monte-Carlo (1960-1967) et en même temps un des dirigeants de l'Union démocratique du travail (UDT), le parti gaulliste de gauche, qui fusionne en 1962 avec l'UNR pour réunir les gaullistes au sein de l'UNR-UDT.
Constatant l'éparpillement des gaullistes de gauche à la fin des années 1970, et ne se reconnaissant pas dans le néo-gaullisme du RPR, il fonde la Nouvelle Union démocratique du travail (nouvelle UDT) en 1979.

### Vie privée
Il se marie le 13 août 1927 avec Marie Adéle Ernestine Pluzanski dans le 17e arrondissement de Paris. La bénédiction nuptiale est donnée le même jour à l'église Sainte-Marie des Batignolles. Ils ont deux enfants : France, épouse de Frédéric Rohde, et Sonia, épouse de Jean-Pierre Mahaim de Perregaux.
À la fin de sa vie, il vit au hameau de Flouville à Montigny-sur-Avre (Eure-et-Loir) et dans le 4e arrondissement de Paris.
Ses archives privées sont dispersées lors d'une vente à Chartres le 30 mai 2010.

## Filmographie
Dans le film Paris brûle-t-il ?, son rôle est interprété par Michael Lonsdale.

## Publications
- Frère esclave, Gallimard, 1934
- Jeunes ménages, Gallimard, 1935
- Secondes noces, Gallimard, 1937
- Anne-Geneviève de Bourbon, Gallimard, 1938
- Angleterre (D'Alcuin à Huxley). Publié sous le nom d'Argonne, son pseudonyme dans la clandestinité, par les Éditions de Minuit, Paris, 1943 puis par les Cahiers du silence, Londres, 1944
- Les Scandales du ravitaillement, s.n., 1945
- Les Éditions de Minuit, Éditions de Minuit, 1945
- Déroute, Gallimard, 1945
- Carthage n'est pas détruite, Les Éditions universelles, 1945
- La Fayette, une vie au service de la liberté, Les Éditions de la nouvelle France, 1945.
- Charles Fourier, éd. des Trois Collines, Genève, 1946
- Histoire du marché noir, Jeune Parque, 1947
- L'Agonie de la Troisième République. 1929-1939, Éditions du bateau ivre, 1948
- Le Secret d'Émilie Brontë, Ferenczi, 1950
- Sous la cendre, Gallimard, 1951
- La Conjuration d'Amboise, Del Duca, 1963
- Les Journées de Paris (trois volumes, de Philippe-Auguste à Mai 1968), Del Duca, 1960-72
- La Résistance intellectuelle, Julliard, 1970
- De Gaulle contestataire, Plon, 1970
- De Gaulle et le CNR, France-Empire, 1978
- L'actualité de Fourier - de l'utopie au fouriérisme appliqué, France-Empire, 1978
- Un vieil homme et sa caniche, France-Empire, 1980

## Distinctions

### Responsabilités associatives
- Président d'honneur de France terre d'asile (et premier président de 1971 à 1981 environ) ;
- Président délégué de l'Association nationale des anciens combattants de la Résistance ;

### Décorations
- Commandeur de la Légion d'honneur ;
- Croix de guerre 1939-1945[3] ;
- Médaille de la Résistance française (décret du 25 avril 1946)[3] ;
- Croix du combattant volontaire de la guerre de 1939-1945[3].

### Odonymie
- La place Jacques-Debu-Bridel, située à l'entrée du parc Montsouris dans le 14e arrondissement de Paris, est nommée en son hommage en 2000[3].